# Finkenau (Hamburg)

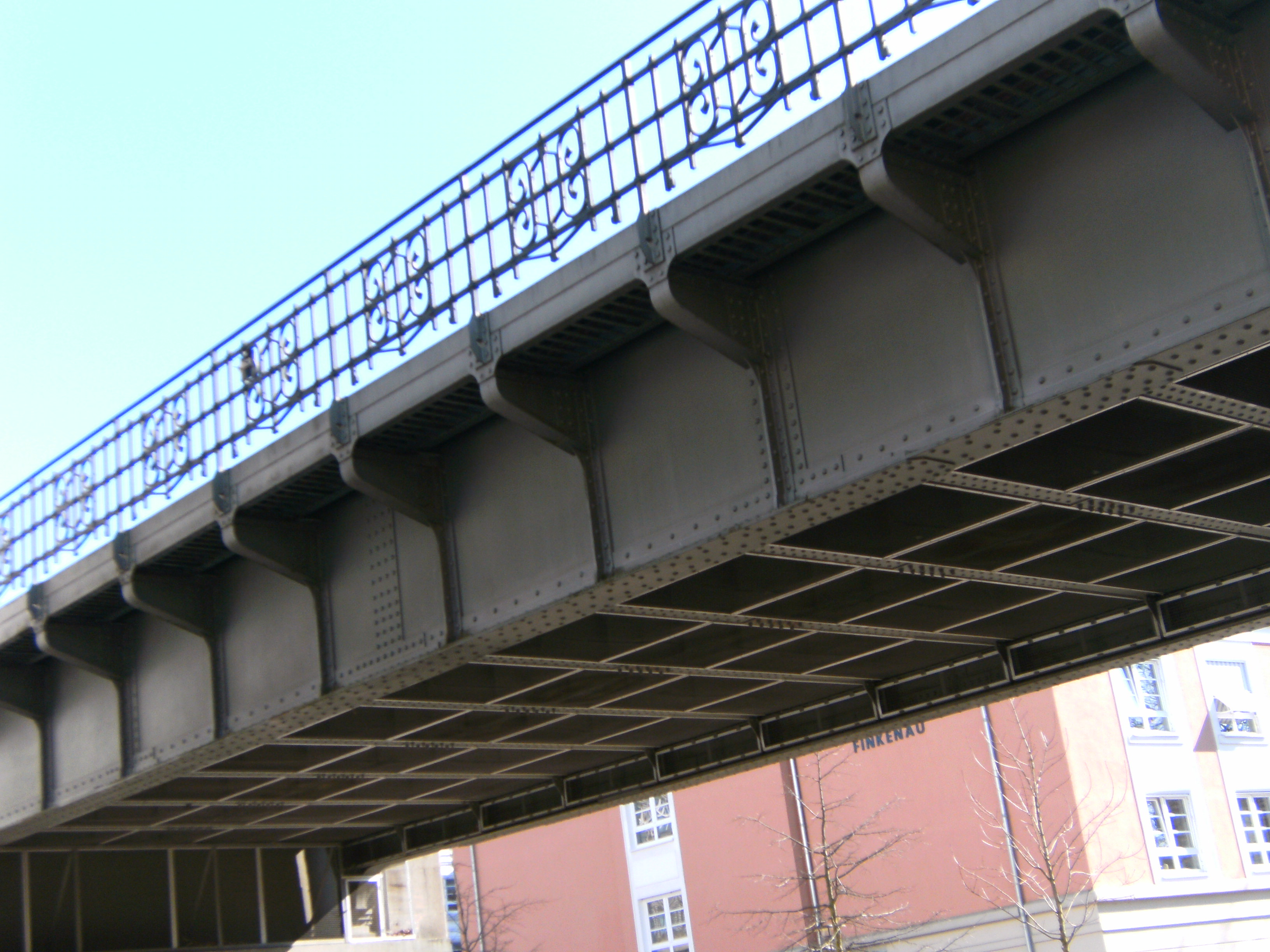
Hochbahnviadukt der U-Bahn-Linie U 3 über die Finkenau.

Die Finkenau ist eine rund 450 Meter lange Innerortsstraße im Hamburger Stadtteil Uhlenhorst. Ihr Name stand im Hamburger Sprachgebrauch über Jahrzehnte als Synonym für die damalige Frauenklinik Finkenau, die einst als größte Geburtsklinik Westeuropas galt.
Die Finkenau führt in Nord-Süd-Richtung von der Oberaltenallee zum Eilbekkanal und wird von der als Hochbahn geführten Ringbahnlinie U 3 überquert. Gebäude mit Publikumsverkehr sind das Seniorenheim Finkenau, der auf dem Gelände der ehemaligen Frauenklinik eingerichtete Kunst- und Mediencampus Hamburg und der Hamburger Schulverein von 1875 e. V.

## Straßenanfang: Oberaltenallee bis Hochbahnüberführung

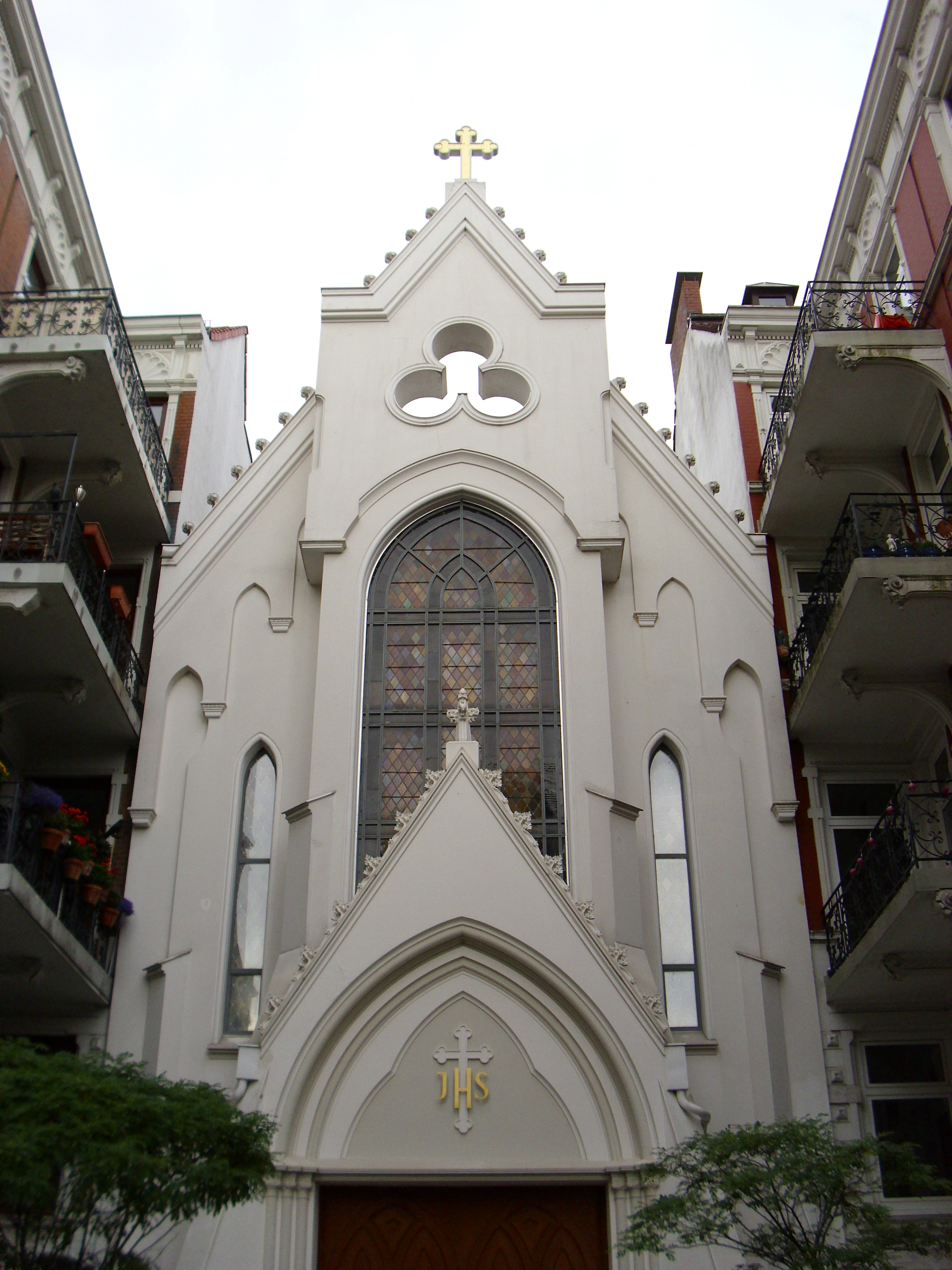
Katholisch-apostolische Kirche Finkenau (Hamburg-Uhlenhorst)

In der Finkenau 3 A, auf der Ostseite, befindet sich zwischen zwei Wohnhäusern die 1899 erbaute katholisch-apostolische Kirche Finkenau (Hamburg-Uhlenhorst) mit etwa 200 Gemeindemitgliedern.

## Mittlerer Abschnitt ab Hochbahnüberführung

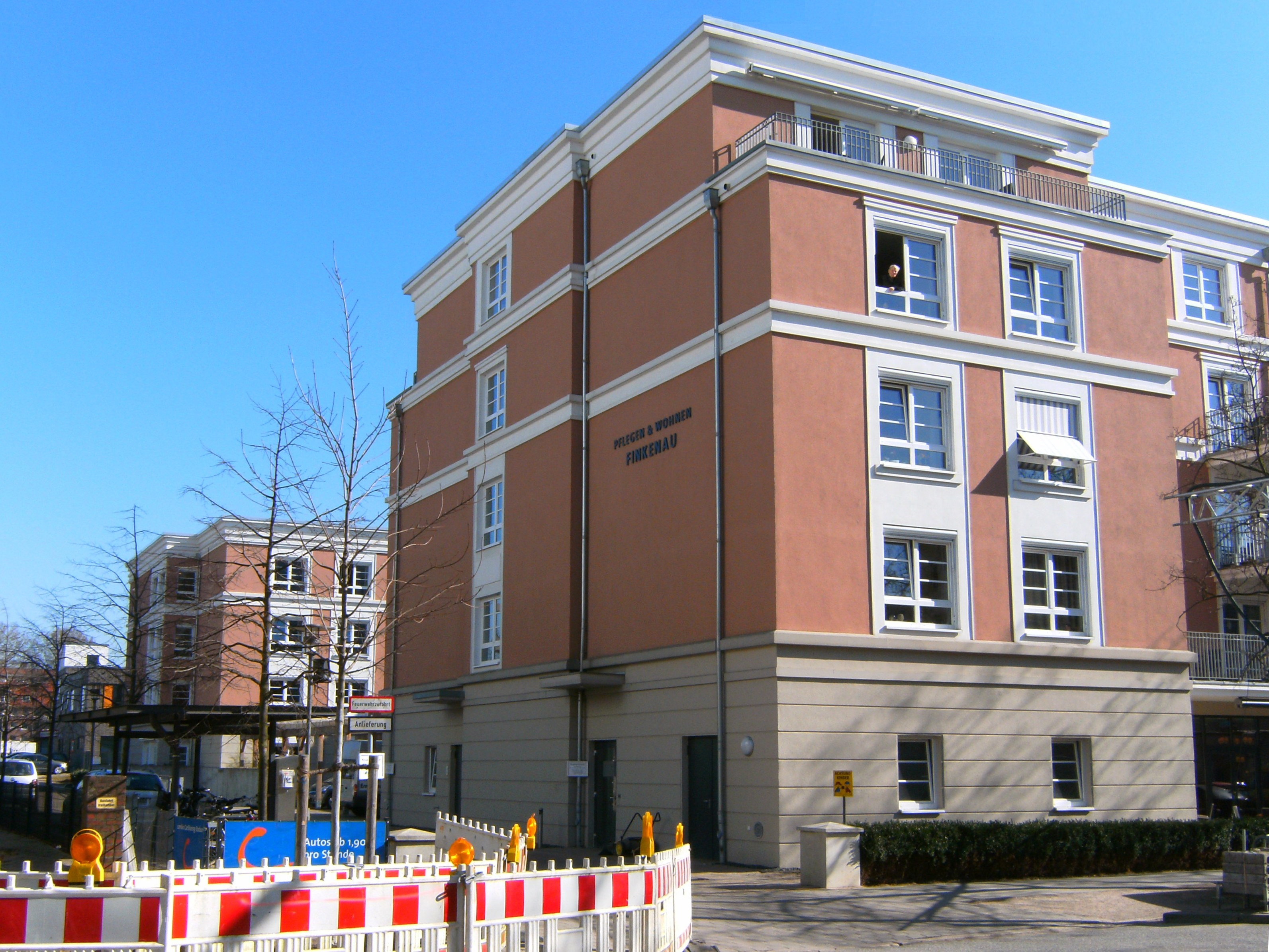
Seniorenheim Pflegen & Wohnen Finkenau.

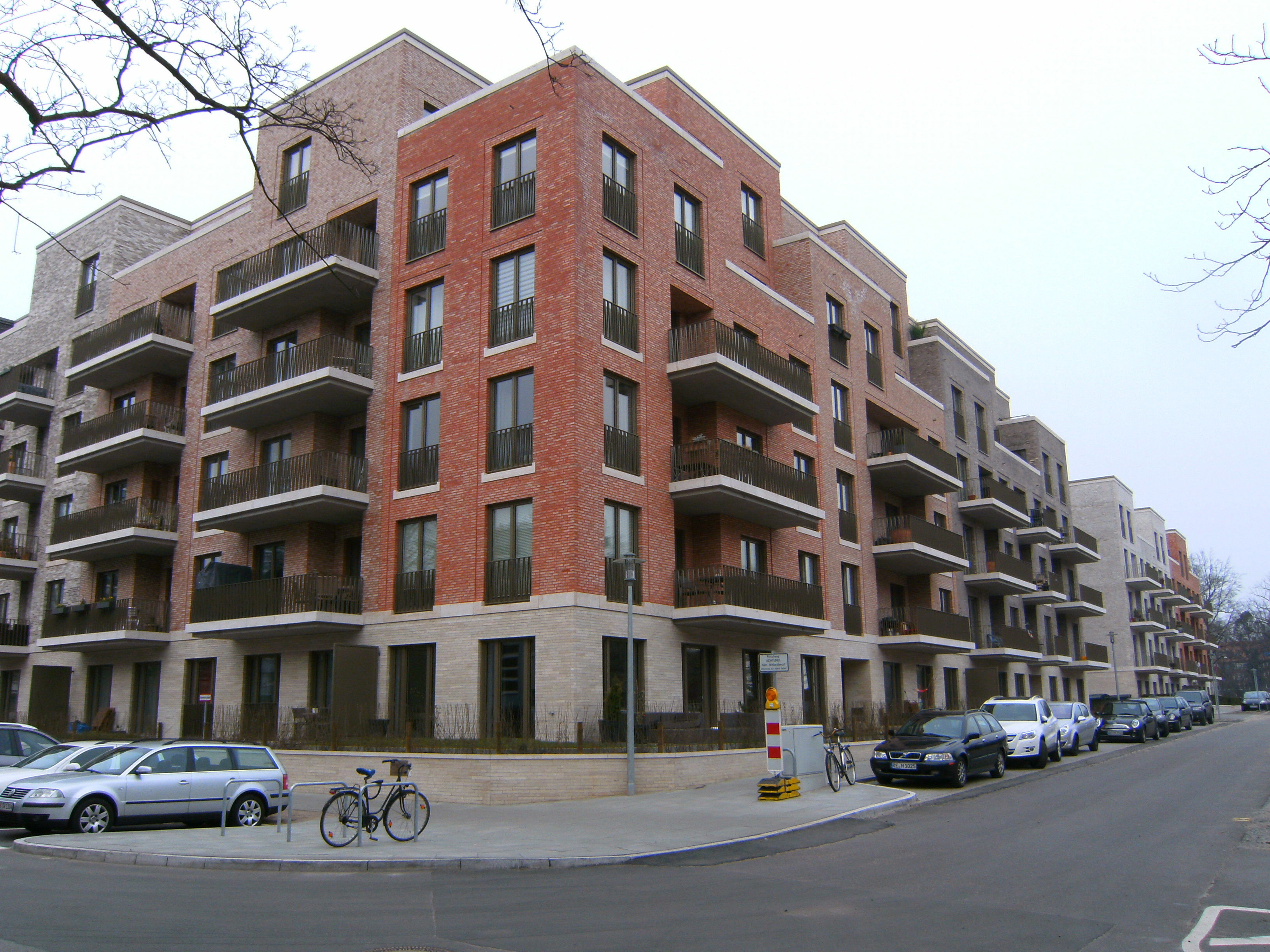
Moderne Mehrfamilienhäuser (Eleven Houses)

Dieser Abschnitt ist geprägt durch moderne und ältere Mehrfamilienhäuser. Nach der Hochbahnlinie verzweigt nach Westen eine Sackgasse für die Häuser Finkenau 8 A – 8 E. Sie wird auch von Fußgängern zum U-Bahnhof Mundsburg genutzt. 
An der Ostseite, in der Finkenau 11, befindet sich seit dem Jahr 2009 in einem sandfarbenen Gebäudekomplex das Seniorenheim von Pflegen & Wohnen Finkenau. Es ist eines der zwölf Seniorenheime von Pflegen & Wohnen Hamburg.
An der Ostseite schließt sich an das Seniorenheim Finkenau ein Mehrfamilienhaus aus dem 19. Jahrhundert an. Die Häuser Finkenau (Eleven Houses) aus dem Jahr 2014 setzen die geschlossene Bebauung der Ostseite fort und verzweigen nach Osten in die Seitenstraße Dorothea-Bernstein-Weg. Mit der Schmalseite an der Ostseite der Finkenau und mit der Längsseite im Dorothea-Bernstein-Weg befindet sich gegenüber den Eleven Houses ein langer Riegel mit öffentlich gefördertem Wohnungsbau mit über 100 Wohneinheiten.
In einer kurzen  Stichstraße nach Westen, in der Finkenau 30 bis 36, befinden sich Mehrfamilienhäuser.

## Letzter Abschnitt bis Uferstraße

### Schumacher-Bau

#### Ehemalige Frauenklinik Finkenau

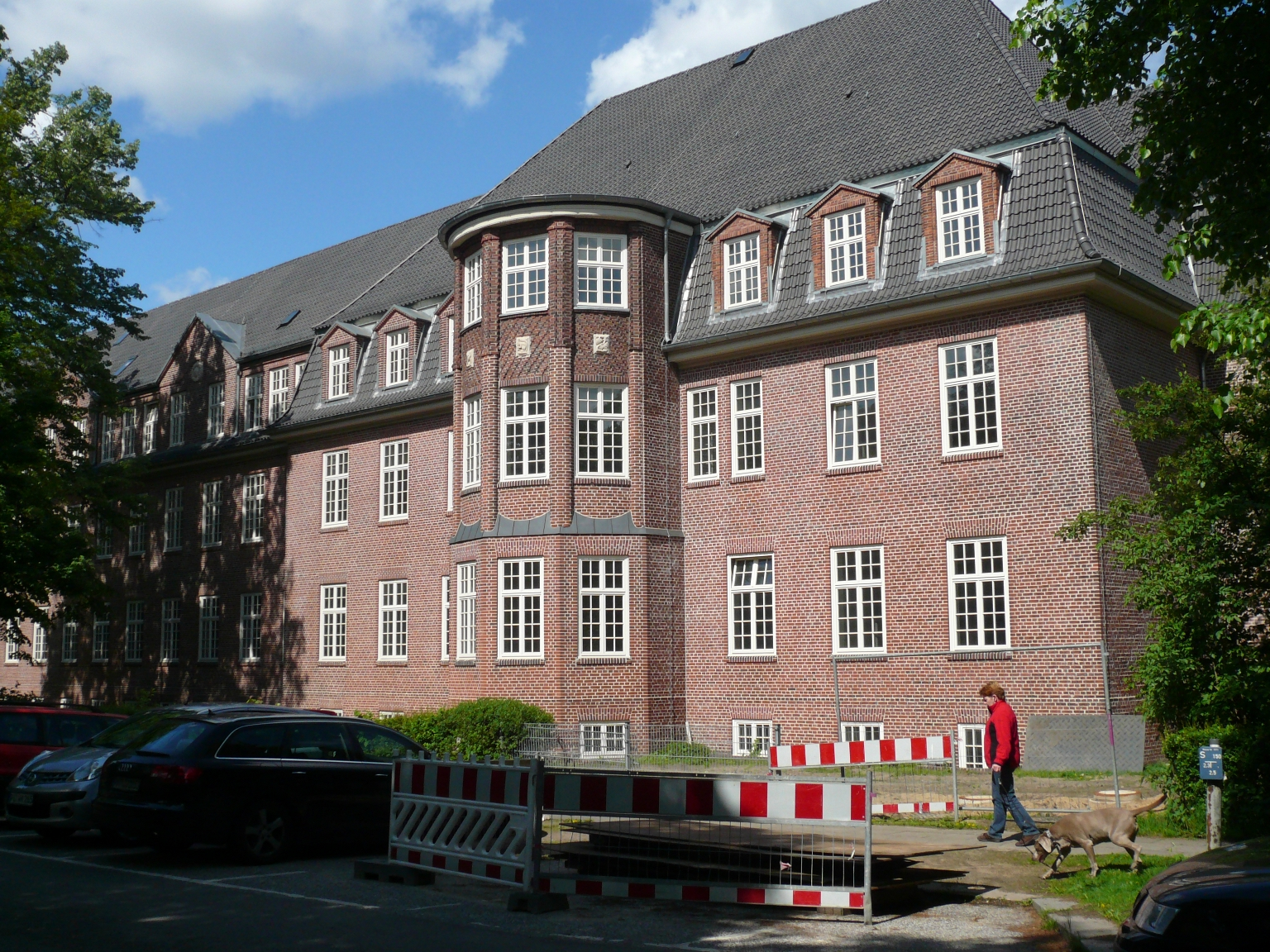
Fassade Finkenau

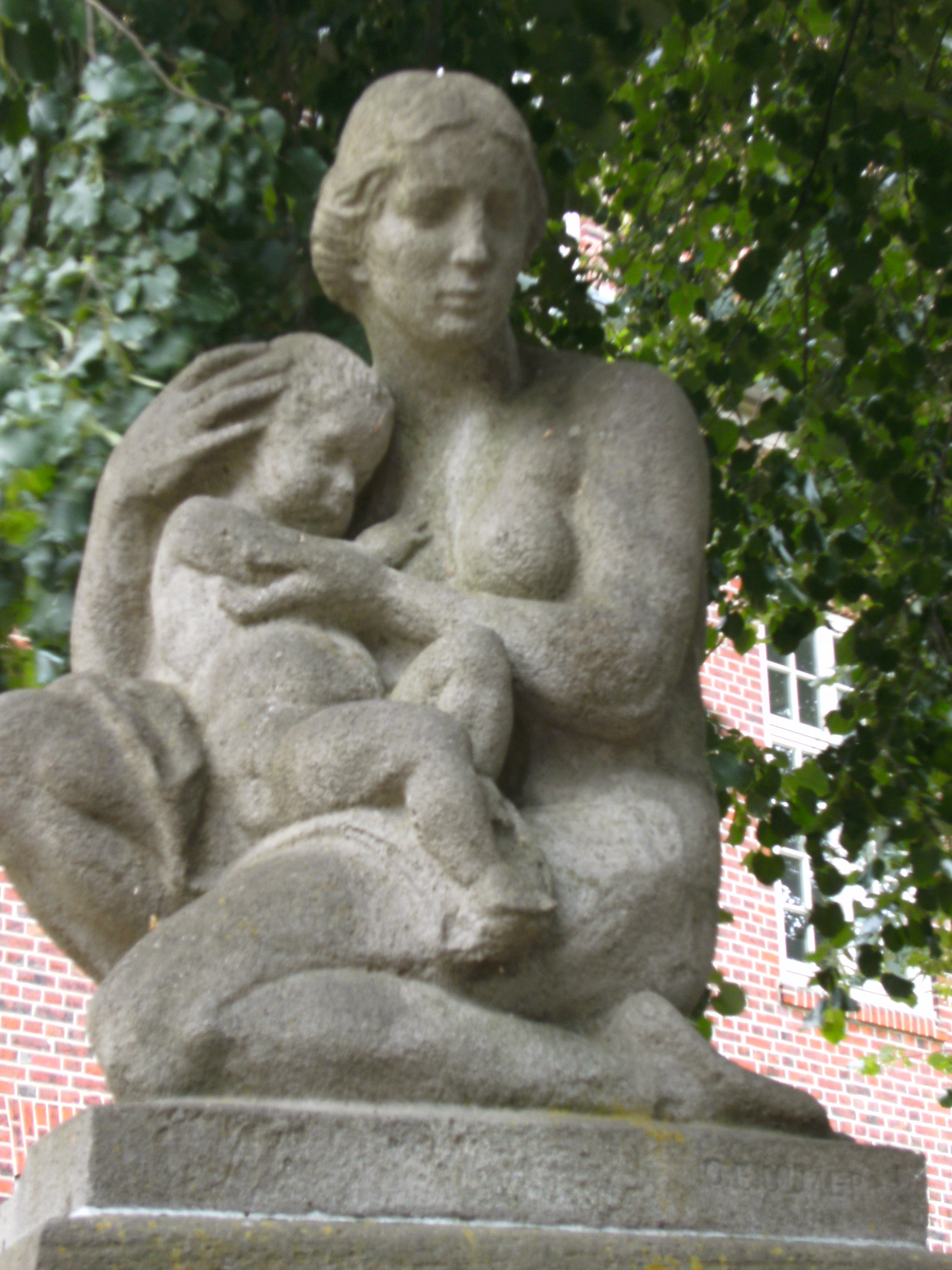
Brunnenfigur Mutter und Kind von Oscar Erwin Ulmer (1888–1963)

Am Ende der Straße befinden sich in der Finkenau 35 die Gebäude der ehemaligen Frauenklinik Finkenau. Die Hauptgebäude wurden 1911 bis 1914 als „Institut für Geburtshilfe“ nach Plänen von Fritz Schumacher erbaut. Das Institut war Klinik und Lehranstalt für Schwestern- und Hebammenschülerinnen. 1926/27 erhielt die Anlage eine stilistisch angepasste Erweiterung, in der sich u. a. ein Hörsaal befindet. Mit dem Ausbau des Zentrums für Schwangerschaft, Geburt und Frauenheilkunde am Allgemeinen Krankenhauses Barmbek wurde die Frauenklinik zur Asklepios Klinik Barmbek verlegt und das Haus Finkenau 2000 geschlossen. Bis zur Schließung kamen in der Finkenau rund 250.000 Kinder zur Welt, darunter auch der frühere Bundeskanzler Helmut Schmidt.
Eine Brunnenfigur Mutter und Kind am Eingang von der Finkenau aus erinnert an die Nutzung als Frauenklinik. Weitere Skulpturen Mutter mit zwei Kindern sowie die Frauenskulptur Ceres von Ursula Querner befinden sich im Innenhof des Gebäudes.

#### Kunst- und Mediencampus Hamburg

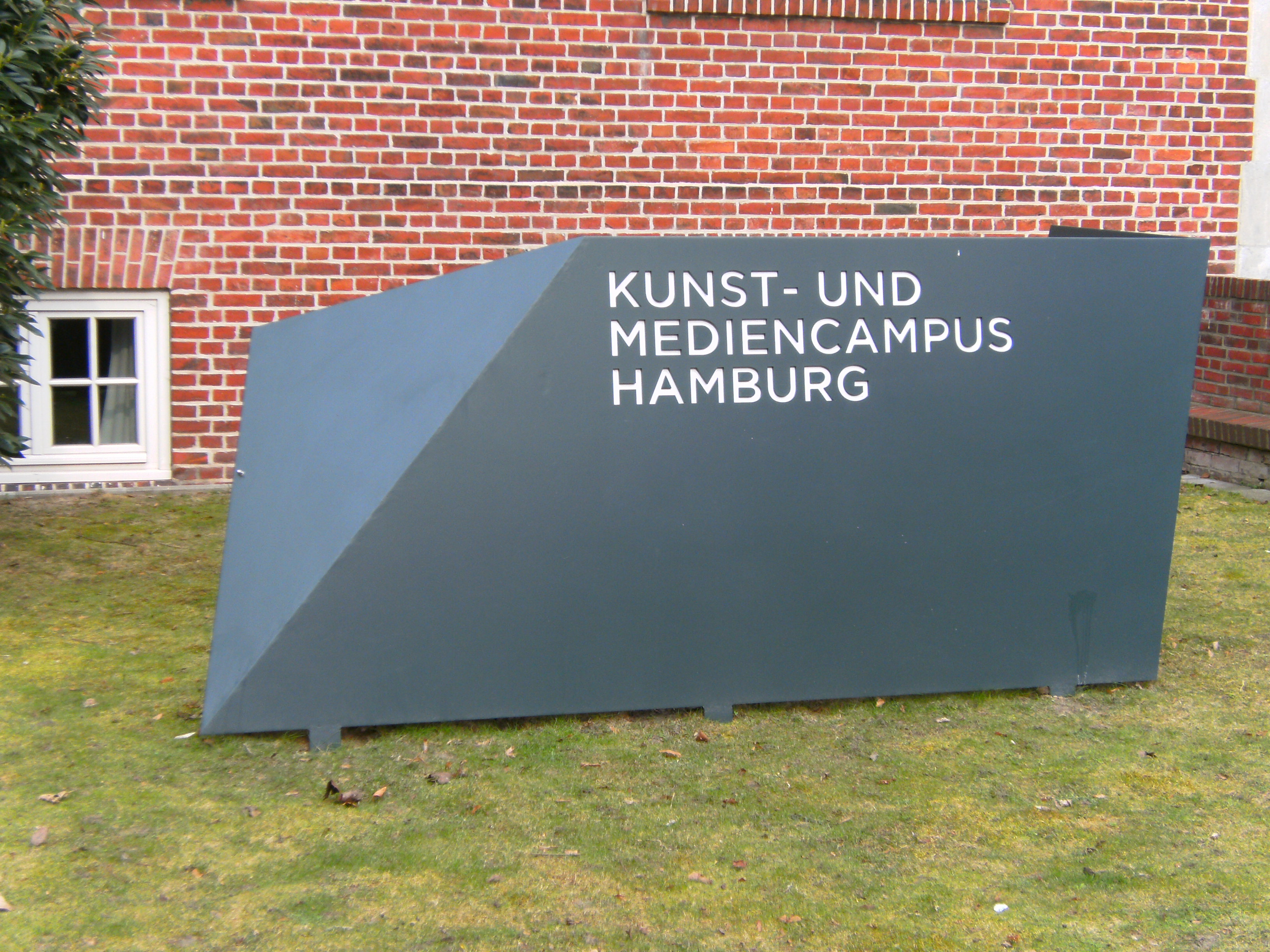
Hinweis auf Institute des Kunst und Mediencampus Hamburg.

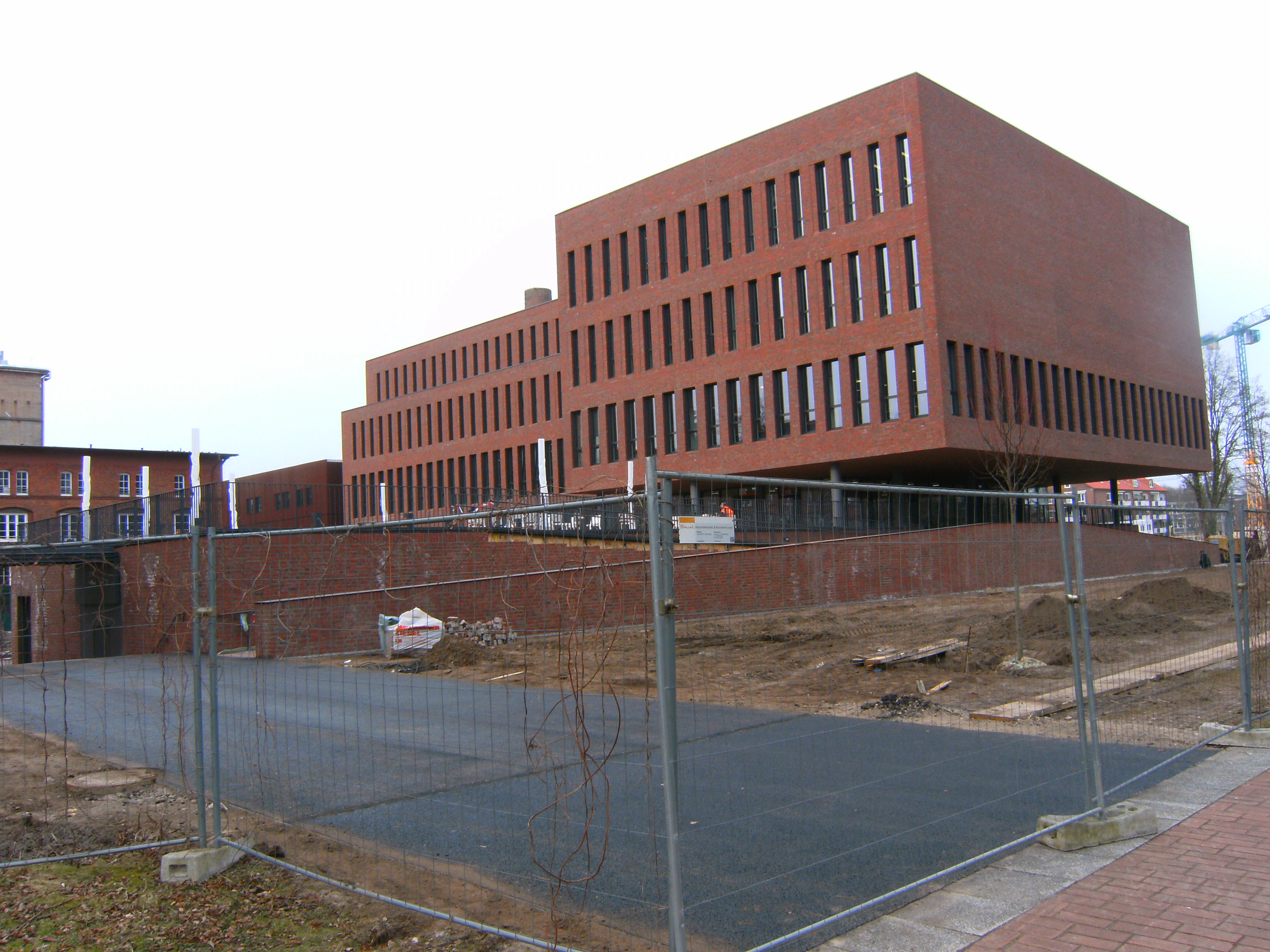
Kunst und Mediencampus Hamburg: Labore der Hochschule für Angewandte Wissenschaften

Im Jahr 2003 entwickelte die Freie und Hansestadt ein Konzept zur Zusammenfassung der Ausbildungsangebote im Medienbereich und erwarb dafür das Gelände der Frauenklinik Finkenau vom damaligen Landesbetrieb Krankenhäuser. Dann folgte der Umbau der denkmalgeschützten Schumacher-Bauten sowie die Erweiterung um Neubauten.
Der heutige  Kunst- und Mediencampus Finkenau in der Finkenau 35 dient als Zentrum der Ausbildung im Bereich Medien und Film. Dort befinden sich Teile der Fakultät Design, Medien und Information der Hochschule für Angewandte Wissenschaften Hamburg, die Hamburg Media School, der Filmbereich der Hochschule für bildende Künste Hamburg, das Multimedia Kontor Hamburg (MMKH; IT-Unternehmen der Hochschulen) und der nichtkommerzielle lokale Hörfunk- und Fernseh-Stadtsender zum Mitmachen Tide TV/Tide 96.0.
Der Mediencampus wurde im Jahr 2015 durch ein vierstöckiges Beton-Gebäude mit roter Ziegelfassade parallel zum Ufer des Eilbekkanals erweitert. Es beinhaltet Labore für die Departments Medientechnik und Design der Hochschule für Angewandte Wissenschaften (HAW), die Fachbibliothek Design, Medien und Information sowie Mensa und Cafeteria.